# Панков (округ Берлина)

Герб округа Панков

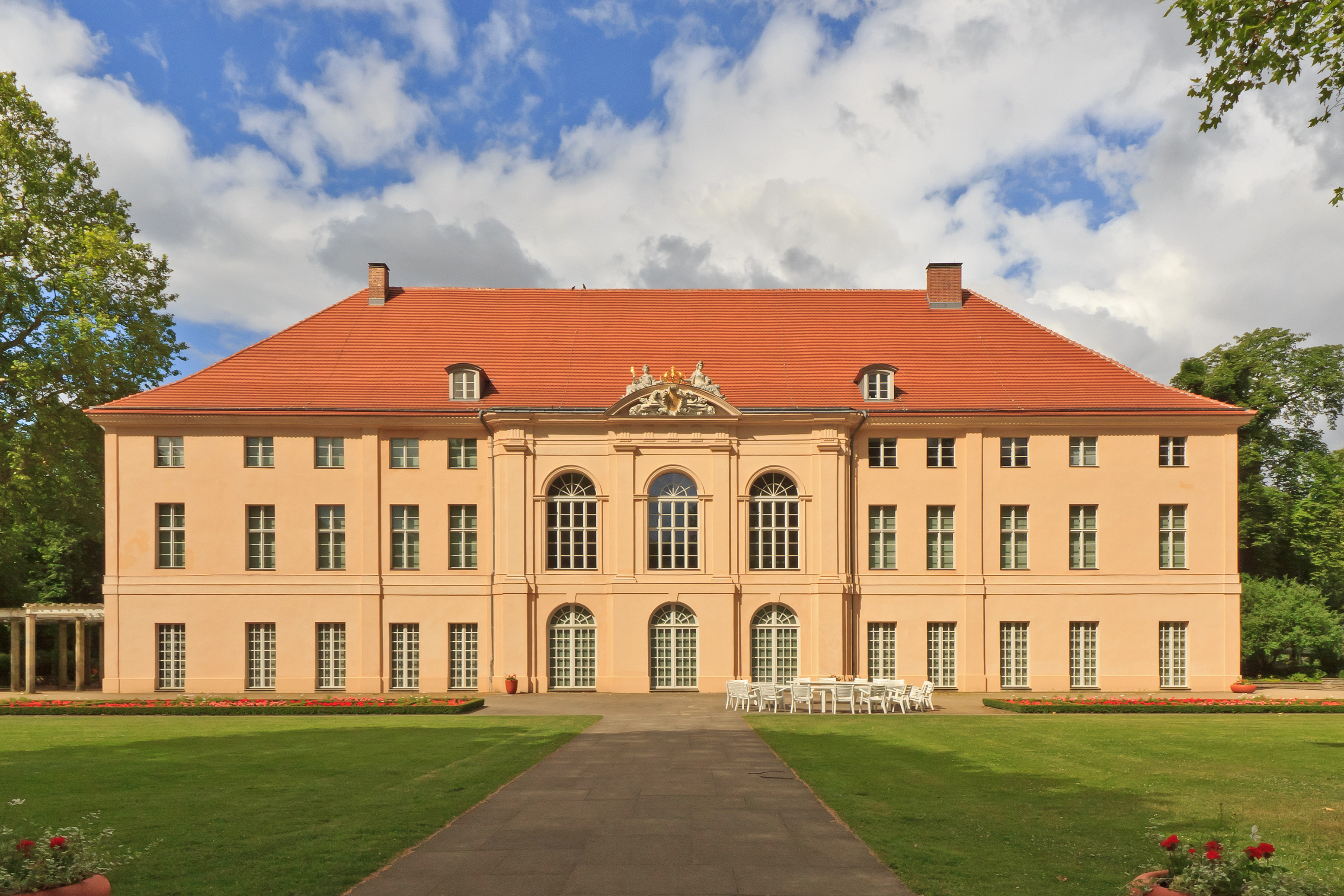
Дворец Шёнхаузен в районе Нидершёнхаузен. Фото 2014 года

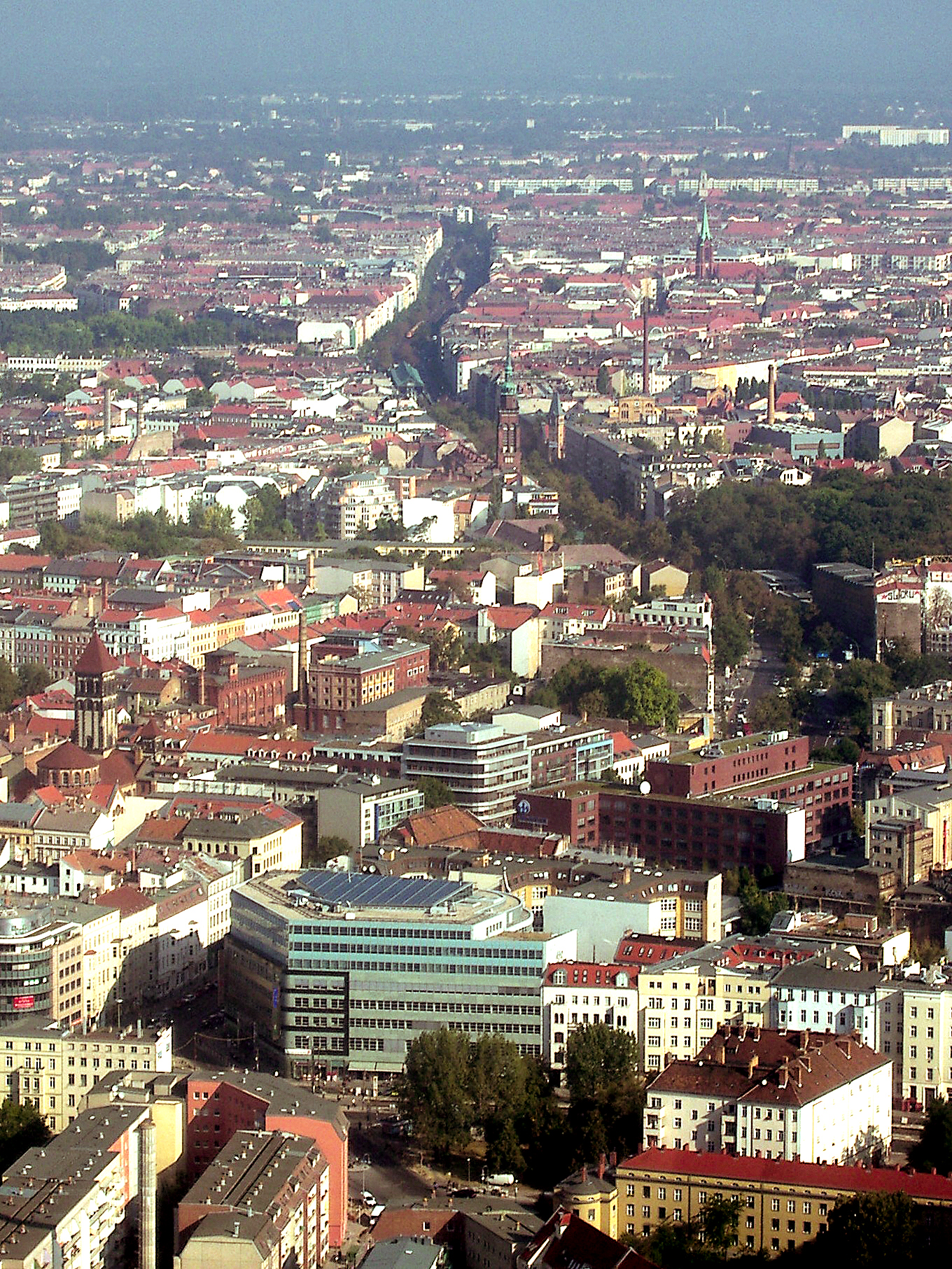
Вид с Берлинской телебашни на улицу Шёнхаузер-аллее в Пренцлауэр-Берге

Па́нков (нем. Pankow) — административный округ Берлина.
До создания в 1920 году Большого Берлина Панков был самостоятельным пригородом столицы. В результате административной реформы 2001 года территория Панкова значительно увеличилась, в итоге округ Панков по численности населения выдвинулся на первое место в городе.
После Второй мировой войны в соответствии с решениями Ялтинской конференции Берлин был разделён между союзниками на четыре оккупационных сектора, и Панков оказался в составе Восточного Берлина.
Во времена ГДР с 1949 года во дворце Шёнхаузен в Панкове находилась резиденция президента ГДР Вильгельма Пика. До 1964 года дворец служил резиденцией председателя Госсовета ГДР. В связи с этим «Панков» на Западе часто использовали в это время как синоним руководства ГДР.

## Административные районы и исторические кварталы Панкова
- Округ Панков
  - 0301 Пренцлауэр-Берг
  - 0302 Вайсензе
  - 0303 Бланкенбург
  - 0304 Хайнерсдорф
  - 0305 Каров
  - 0306 Пригородный посёлок Мальхов
  - 0307 Панков
  - 0308 Бланкенфельде
    - Аркенберге

  - 0309 Бух
  - 0310 Францёзиш-Буххольц
  - 0311 Нидершёнхаузен
    - Шёнхольц
    - Маяковскиринг
    - Нордэнд

  - 0312 Розенталь
  - 0313 Вильгельмсру

## Достопримечательности
- Дворец Шёнхаузен с парком в Нидершёнхаузене;
- Советский военный мемориал в Нидершёнхаузене;
- Гефсиманская церковь в Пренцлауэр-Берге;
- Церковь Благословения в Пренцлауэр-Берге;
- Зенефельдерплац в Пренцлауэр-Берге;
- Объект Всемирного наследия — жилой комплекс имени Карла Легина по проекту Бруно Таута в Пренцлауэр-Берге;
- Ратуша начала XX века в районе Панков;
- Общественный парк в районе Панков;
- Самое крупное в Европе — Еврейское кладбище в Вайсензе.

## Знаменитые жители Панкова
- Елизавета Кристина Брауншвейгская
- Кете Кольвиц
- Отто Витте
- Вильгельм Пик
- Макс Лингнер
- Карл Осецкий
- Иоганнес Бехер
- Вальтер Ульбрихт
- Ганс Фаллада
- Отто Гротеволь
- Отто Нагель
- Бертольт Брехт
- Эрнст Буш
- Эрих Хонеккер
- Вольф Криста
- Ангела Меркель
- Кристоф Шнайдер

## Города-побратимы
- Колобжег (пол. Kołobrzeg), Польша